# Ensayo de Izod

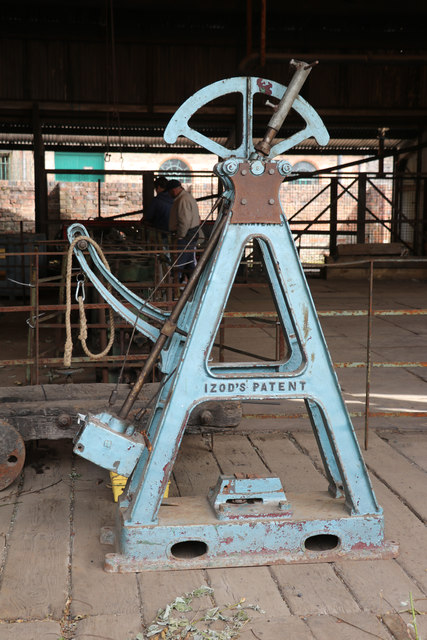
Equipo para la realización del ensayo de Izod

El ensayo de Izod (del inglés: Izod impact testing) es un tipo de ensayo destructivo dinámico de resistencia al choque que utiliza un péndulo de Charpy como herramienta. Este procedimiento se lleva a cabo para averiguar la resiliencia de un material. 
El ensayo consiste en romper una probeta de sección cuadrangular de 10x10 mm a través de tres entalladuras que tiene situadas en distintas caras. El procedimiento se repite para cada entalladura. La resiliencia se obtiene de la media de los datos obtenidos en los tres pasos. El ensayo Izod difiere del péndulo de Charpy en la configuración de la probeta entallada.
La prueba lleva el nombre del ingeniero Inglés Edwin Gilbert Izod (1876-1946), quien lo describió en su discurso de 1903 de la Asociación Británica, publicado posteriormente en Engineering.